# Guido Guidi (medico)
Guido Guidi (Firenze, 1509 – Pisa, 1569) è stato un medico italiano.

De curatione membratim libri, 1594

Figlio di Giuliano Guidi e di Costanza Bigordi, la figlia del pittore Domenico Ghirlandaio, si diede alla carriera in ambito medico. Dopo essere stato molti anni in Francia come medico di Francesco I, si trasferì nel 1548 a Pisa, dove Cosimo I de' Medici gli aveva offerto il lettorato di filosofia e medicina all'Università.
Il suo nome latino, Vidus Vidius, è legato al canale e al nervo vidiano, da lui scoperti. Nel 1544 pubblicò la traduzione delle opere di Ippocrate col commento di Galeno e Oribasio, intitolandola Chirurgiae graeco in latino conversa.

## Opere
- (LA) Guido Guidi, De curatione membratim libri, Florentiae, In officina Sermartelliana, 1594. URL consultato il 16 maggio 2015.